# John M. R. Stone
John M. R. Stone ist ein kanadischer Klimatologe.
Stone studierte an der University of Reading und erhielt dort 1966 einen Abschluss als Bachelor im Fach Chemie und 1969 einen Ph. D. im Forschungsbereich Molekülspektroskopie. Nach einem einjährigen Forschungsaufenthalt in Prag kehrte er nach Kanada zurück und war zunächst an der Universität in Sherbrooke tätig. 1972 trat er in den öffentlichen Dienst Kanadas ein und arbeitete in verschiedenen Ministerien und Forschungseinrichtungen. Vor seiner Pensionierung 2005 war er zuletzt 15 Jahre für Forschungsprogramme in den Bereichen Klima- und Atmosphärenforschung verantwortlich. Er ist Mitglied der Canadian Meteorological and Oceanographic Society und im Rahmen einer Forschungsprofessur an der Carleton University beschäftigt.
Stone wurde 1997 in den Weltklimarat IPCC berufen und war dort zunächst als Vice-Chair der Arbeitsgruppe I tätig und an der Vorbereitung des Dritten Sachstandsberichts beteiligt. Nach einem Wechsel in die Position eines Vice-Chairs der Arbeitsgruppe II Impacts, Adaptation and Vulnerability ist er seit 2007 erneut in verantwortlicher Position an der Erstellung des Vierten Sachstandsberichts beteiligt.